# 石川忠夫
石川 忠夫（いしかわ ただお、1891年（明治24年）8月22日 - 1977年（昭和52年）1月3日）は、大日本帝国陸軍軍人。最終階級は陸軍少将。

## 経歴
1891年（明治24年）に東京府で生まれた。陸軍士官学校第26期、陸軍大学校第39期卒業。1938年（昭和13年）3月1日、陸軍歩兵大佐進級と同時に西部防衛参謀に着任し、12月10日に独立混成第2旅団参謀(駐蒙軍)に転じて日中戦争に出動した。1940年（昭和15年）3月に近衛師団司令部附となり、陸軍軍医学校教官を務めた。
1941年（昭和16年）8月25日に陸軍少将に進級し、12月1日には歩兵第29旅団長（第11軍・第3師団）に着任。1942年（昭和17年）3月6日に支那派遣軍総司令部附となり、11月9日に留守第57師団兵務部長（北部軍）、1943年（昭和18年）6月に第47師団兵務部長、1944年（昭和19年）7月8日に留守第57師団兵務部長（東部軍）と歴任した。同年10月14日に独立混成第73旅団長（関東軍・第4軍）に就任し、孫呉に駐屯した。1945年（昭和20年）2月1日に関東軍総司令部附、3月31日に北支那方面軍司令部附を経て、4月15日に第9独立警備隊司令官（支那派遣軍・第43軍）に就任。済南に駐屯し、同地の守備に任じて終戦を迎えた。
1947年（昭和22年）11月28日、公職追放仮指定を受けた。